# Софија Фисенко
Софија Фисенко (рус. Со́фья Ю́рьевна Фисе́нко; 13. јун 2002, Новомосковск) је руска певачица, плесачица, представница Русије на Дечјој песми Евровизије 2016.

## Биографија
Рођена је у граду Новомосковску, у Тулској области Русије. Професионално се бави певањем и плесањем. Са шест година је уписала музичку школу, а са 11 је кренула на часове флауте. Од 2015. године је ученик Школе популарне музике Игора Крутоја. Заштитно је лице добротворне организације која помаже деци да постану професионални новинари.

## Дечја Песма Евровизије 2016.
2013, Софија је учествовала на националном такмичењу за руског представника на Дечјој песми Евровизије с песмом Best Friends (Најбољи пријатељи), заузевши 3. место.
Три године касније, побеђује са песмом Water of life. Песма је претрпела извесне измене, а Софији су се придружиле Саша, Кристина и Мадона и тако је настала група The Water of Life Project. На Дечјој песми Евровизије заузеле су 4. место, са освојена 202 поена.